# Р-11А
Ракета Р-11А (Р-11А-МВ, В-11А, 11ВА) — советская одноступенчатая жидкостная геофизическая ракета.

## История создания
Создана на базе разработанной под руководством С. П. Королева в ОКБ-1 советской баллистической ракеты дальнего действия на долгохранимом топливе Р-11. Разработка этой ракеты была приурочена к Международному геофизическому году и выполнялась в соответствии с Постановлением ЦК КПСС и СМ СССР от 11 июля 1956 года.
Ракета Р-11А предназначена для исследования верхних слоев атмосферы на высотах до 160 км.
Основные задачи:
- измерение атмосферного давления на различных высотах от 60 до 160 км;
- определение оптических свойств верхних слоев атмосферы;
- измерение концентрации положительных ионов;
- регистрация числа встреч контейнера с микрометеоритами.

Основным проблемой при разработке Р-11А было обеспечение стабилизации на пассивном участке. Система, использованная на ракете Р-5А, в данном случае не годилась, поскольку подходящего источника энергии, подобного наддуву кислородного бака, у ракеты Р-11А не было. Контейнер с научной аппаратурой решили сделать отделяющимся и снабдить автономной системой стабилизации, что повлекло за собой необходимость разработки специальной дополнительной системы стабилизации ракеты на участке после выключения двигателя и до отделения контейнера (система успокоения).
Кроме научной аппаратуры, на борту была аппаратура для определения положения контейнера в полёте, регистрации физических условий в контейнере, а также фотоаппараты для контрольной съёмки положения контейнера в пространстве. Регистрация измерений проводилась с помощью телеметрической системы, установленной в контейнере, имеющей 48 каналов и обеспечивающей 1250 опросов в 1 с.
Был разработан специальный обтекатель, защищавший контейнер от теплового воздействия потока и аэродинамических нагрузок, а также специальный переходный отсек, предназначенный для крепления контейнера, размещения пневматической системы разделения, коммутационной аппаратуры и системы успокоения.
Контейнер с научной аппаратурой имел форму шара, изготавливался из двух алюминиевых полуоболочек и был герметичным. Это позволяло поддерживать постоянное давление внутри контейнера, за счёт чего обеспечивалось высокое качество экспериментальных данных. Герметичность обеспечивалась с помощью прокладки из вакуумной резины.
Система автоориентации контейнера имела оригинальную конструкцию. Функцию исполнительного органа выполнял массивный маховик большого диаметра, снабжённый электродвигателем. Чтобы обеспечить достаточную эффективность работы системы, пришлось сделать диаметр маховика в 2 раза больше диаметра ракеты. В состав системы входили оптические индикаторы для грубого и точного отсчёта положения контейнера относительно Солнца, датчик угловых скоростей контейнера относительно продольной оси, а также демпфирующие устройства. Эта система была разработана совместными усилиями отраслевого института Министерства электротехнической промышленности и ИПГ АН СССР, которые в течение 2 лет выполнили большой объём теоретических и экспериментальных исследований.

## Пуски
Продолжение работ по программе МГГ проводилось с 1958 года путём зондирования атмосферы при помощи геофизической ракеты Р-11А, разработанной на базе ракеты-носителя Р-11. Более простая технология подготовки и возможность содержания ракеты в заправленном состоянии длительное время по сравнению с ракетой Р-1 позволяли проводить пуски геофизических ракет Р-11А на те же высоты (до 100 км), что и ракет Р-1А, но в более массовом порядке и со значительно большей точностью выполнения заданного времени пуска. Эксплуатационные особенности ракеты Р-11 позволили расширить область её применения для научных исследований. Особый интерес представляла возможность геофизических наблюдений в приполярных районах СССР.
В 1958 году было изготовлено семь ракет Р-11А. Пуски первых двух ракет, предназначенных для лётно-конструкторскоё отработки, производились в октябре 1958 года с полигона Капустин Яр.
Первый пуск ракеты Р-11А был произведен 4 октября 1958 года в 18 ч. 08 мин. При первом пуске ракета достигла высоты 98,31 км. Возмущающий момент, возникший при отделении контейнера от ракеты при первом пуске, превысил принятое в расчётах значение, и система автоориентации контейнера не могла застабилизироваться в течение 24 с. Затем стабилизация обеспечивалась на всем участке полёта до входа в плотные слои атмосферы. Все приборы работали безотказно. Контейнер упал в болото и сильно деформировался. Однако плёнки от трёх фотоаппаратов уцелели и были пригодны для обработки.
Второй пуск состоялся 10 октября 1958-го и ракета достигла высоты 102,74 км. После отделения контейнер стабилизировался по всем трём осям и сохранял это положение до конца полёта. Приборы также работали безотказно. Однако контейнер, упавший в болото, найти не удалось.
Результаты этих пусков позволили сделать заключение о готовности ракеты к основному этапу лётных испытаний, которые должны были проводиться на Новой Земле.
Первый пуск ракеты Р-11А на Новой Земле был проведен 31 октября 1958 года, ракета достигла высоты 103 км; система ориентации контейнера с полезной нагрузкой не справилась с возмущениями, однако все приборы, за исключением одного, работали нормально.
Чтобы исключить подобного рода случайности, при подготовке второго пуска, который состоялся 6 ноября 1958 года, был введен в схему дублирующий временной механизм. Контейнер отделился в расчётное время. Начальные возмущения были малыми. Все приборы работали нормально.
Третий пуск на Новой Земле состоялся 19 ноября 1958 года. Для усовершенствования системы автоориентации её в дальнейшем перемонтировали по упрощённой схеме. Во время полёта такая модифицированная система работала нормально с момента отделения контейнера и до входа в плотные слои атмосферы.
Четвёртый и пятый пуски были проведены 23 и 25 декабря 1958 года ракеты достигли высот 100,6 и 102 км соответственно.
В целом семь пусков ракет Р-11А в 1958 году позволил выполнить программу МГГ и получить ценные научные данные.
15 февраля 1961 года во время полного солнечного затмения было проведено два пуска Р-11А для проведения исследований солнечной короны и оптических явлений в верхней атмосфере. Научная аппаратура была установлена в высотных геофизических автоматических станциях весом по 350 кг, которые были подняты на высоту до 105 км. Высотная геофизическая автоматическая станция была снабжена системой для ориентации её в пространстве и телеметрической системой. В стабилизированном положении станции оставались на всем протяжении своего полёта в конусе лунной тени. Аппаратура для исследования солнечной короны с фотографическими материалами, установленная на одной из ракет, спасалась на парашюте. Обе ракеты были запущены одновременно с тем расчётом, чтобы в момент полного солнечного затмения станции были доставлены на высоту 70 км. Запуск ракет проводился в войсковой части 15644. Были выполнены следующие измерения:
- исследование коротковолнового участка спектра солнечной короны при помощи спектрографа;
- исследование спектра солнечной короны и спектра солнечной радиации, отражённой и рассеянной в атмосфере, в различных участках спектра при помощи приборов телеспектрометров и телефотометров;
- фотометрирование поля солнечной короны в коротковолновой, видимой и ближней инфракрасной областях спектра при помощи электрофотометра и телефотометров;
- измерение интенсивности короны в рентгеновской, ультрафиолетовой и видимой областях спектра с помощью фотонных счётчиков, счётчиков рентгеновских квант и других измерителей радиации;
- фотографирование солнечной короны фотоаппаратами с различными светофильтрами и поляроидами.

Результаты измерений, проводимых каждым прибором, передавались по радиотелеметрии на землю, фотографии солнечной короны и спектрограммы спасались с помощью парашютов.
С полигона Капустин Яр с 4 октября 1958 года по 1961 год выполнено 11 пусков этой ракеты. С Новой Земли выполнено пять пусков. Всего данная модификация запускалась 16 раз.
В 1962 году проводились испытания пяти ракет Р-11А-МВ с задачей отработки аппаратуры для будущих исследований планет Марс и Венера. Основной задачей испытаний было исследование и проверка введения и работы парашютных систем спускаемых аппаратов с различными высотами ввода тормозного каскада и раскрытия основных куполов парашютов.

## Технические характеристики
| Стартовая масса                        | 5000 кг                 |
| Масса незаправленной ракеты            | 1336 кг                 |
| Время работы ЖРД                       | 90 с                    |
| Компоненты топлива                     | азотная кислота-керосин |
| Масса отделяемого контейнера           | 250 кг                  |
| Длина (полная)                         | 10226 мм                |
| Диаметр корпуса                        | 880 мм                  |
| Максимальный диаметр                   | 1100 мм                 |
| Размах стабилизаторов                  | 1800 мм                 |
| Высота активного участка               | 43,5 км                 |
| Скорость в момент выключения двигателя | 1500 м/с                |
| Высота отделения контейнера            | 71,5 км                 |
| Время отделения контейнера             | 110 с                   |
| Скорость в момент отделения            | 1300 м/с                |
| Высота подъёма                         | до 160 км               |